# Analyse objective
Une analyse objective est un calcul statistique permettant d'obtenir des résultats avec une moyenne nulle et un biais nul.

## Exemple
Bretherton et a1., 1976 propose un calcul d'une moyenne dans des boîtes géographiques par analyse objective sur des données ayant une répartition in-homogène.